# Helena Deland
 (décembre 2023).
La mise en forme du texte ne suit pas les recommandations de Wikipédia : il faut le « wikifier ».
Les points d'amélioration suivants sont les cas les plus fréquents. Le détail des points à revoir est peut-être précisé sur la page de discussion.
- Les titres sont pré-formatés par le logiciel. Ils ne sont ni en capitales, ni en gras.
- Le texte ne doit pas être écrit en capitales (les noms de famille non plus), ni en gras, ni en italique, ni en « petit »…
- Le gras n'est utilisé que pour surligner le titre de l'article dans l'introduction, une seule fois.
- L'italique est rarement utilisé : mots en langue étrangère, titres d'œuvres, noms de bateaux, etc.
- Les citations ne sont pas en italique mais en corps de texte normal. Elles sont entourées par des guillemets français : « et ».
- Les listes à puces sont à éviter, des paragraphes rédigés étant largement préférés. Les tableaux sont à réserver à la présentation de données structurées (résultats, etc.).
- Les appels de note de bas de page (petits chiffres en exposant, introduits par l'outil «  Source ») sont à placer entre la fin de phrase et le point final[comme ça].
- Les liens internes (vers d'autres articles de Wikipédia) sont à choisir avec parcimonie. Créez des liens vers des articles approfondissant le sujet. Les termes génériques sans rapport avec le sujet sont à éviter, ainsi que les répétitions de liens vers un même terme.
- Les liens externes sont à placer uniquement dans une section « Liens externes », à la fin de l'article. Ces liens sont à choisir avec parcimonie suivant les règles définies. Si un lien sert de source à l'article, son insertion dans le texte est à faire par les notes de bas de page.
- La présentation des références doit suivre les conventions bibliographiques. Il est recommandé d'utiliser les modèles {{Ouvrage}}, {{Chapitre}}, {{Article}}, {{Lien web}} et/ou {{Bibliographie}}. Le mode d'édition visuel peut mettre en forme automatiquement les références.
- Insérer une infobox (cadre d'informations à droite) n'est pas obligatoire pour parachever la mise en page.

Pour une aide détaillée, merci de consulter Aide:Wikification.
Si vous pensez que ces points ont été résolus, vous pouvez retirer ce bandeau et améliorer la mise en forme d'un autre article.
Pour les articles homonymes, voir Deland (homonymie).
Helena Deland McCullagh est une autrice-compositrice-interprète québécoise. À ce jour, elle a sorti cinq EPs : Drawing Room (2016) et Altogether Unaccompanied Volume I, II, III & IV (2018) qu'elle a écrit et composé. Son premier album Someone New est sorti le 15 octobre 2020 et le deuxième, Good Night Summerland, est sorti en octobre 2023.

## Biographie
Helena Deland est née à Vancouver  en Colombie-Britannique, de père francophone et de mère anglophone, elle passe les premières années de sa vie à Summerland et grandit ensuite à Québec. Elle vit actuellement à Montréal où elle s'est installée pour étudier les lettres françaises à l'UQAM. Elle parle couramment français et anglais mais écrit et chante principalement en anglais. Elle commence le piano et la guitare dès l'enfance et se met à chanter après son emménagement à Montréal. Ses sources d'inspirations incluent Jessica Pratt, Joni Mitchell et Sea Oleena.
Drawing Room, sorti le 26 août 2016 est le premier EP de Helena Deland. Produit par Jesse Mac Cormack, il comprend quatre chansons écrites et composées par elle-même.
Son album de 2020, Someone New est nommé au gala de l'ADISQ pour l'album anglophone de l'année lors de la 43e édition du gala,. Il se retrouve aussi sur la longue liste du prix Polaris en 2021.
En 2021, elle collabore avec la chanteuse Ouri avec laquelle elle publie l'album Hildegard, sorti le 4 juin 2021.
Le 8 février 2022, elle sort un nouveau single intitulé Swimmer, qui apparaît plus tard sur son album Goodnight Summerlandqui sort  le 13 octobre 2023.

## Discographie

### Albums studio
- 2020 : Someone New
- 2021 : Hildegard (en duo avec Ouri)
- 2023 : Good Night Summerland

### EPs
- 2016 : Drawing Room
- 2018 : Altogether Unaccompanied Volume I et II[11]
- 2018 : Altogether Unaccompanied Volume III et IV[12].